# Metatemnus philippinus
Metatemnus philippinus es una especie de arácnido del orden Pseudoscorpionida de la familia Atemnidae.

## Distribución geográfica
Se encuentra en Nueva Guinea y Filipinas.